# Lea Miletić
Lea Miletić (ur. 22 sierpnia 1995 w Rijece) – chorwacka koszykarka występująca na pozycji silnej skrzydłowej, reprezentantka kraju.
7 czerwca 2018 dołączyła do Ślęzy Wrocław. 14 czerwca 2019 została zawodniczką ENEI AZS Poznań.

## Osiągnięcia
Stan na 28 sierpnia 2020, na podstawie, o ile nie zaznaczono inaczej.
Drużynowe
- Wicemistrzyni Chorwacji (2015)
- Finalistka pucharu Chorwacji (2016)[5]

Indywidualne
(* – nagrody przyznane przez portal eurobasket.com)
- MVP ligi chorwackiej (2017)
- Zawodniczka, która poczyniła największy postęp w lidze chorwackiej (2017)*[6]
- Zaliczona do:
  - I składu:
    - ligi chorwackiej (2016*, 2017)[5]
    - defensywnego ligi chorwackiej (2017*)[6]

  - II składu ligi chorwackiej (2017*)[6]
- Czwarta na liście najlepszych strzelczyń ligi chorwackiej (2016)